# Paola Egonu
Paola Ogechi Egonu, född 18 december 1998, är en italiensk volleybollspelare (spiker) som spelar för Vero Volley Milano och italienska landslaget.

## Volleyboll
Egonu började sin volleybollkarriär i den lokala klubben i Cittadella.Hon började spela med Club Italia, en klubb kopplad till italienska volleybollförbundet säsongen 2013-2014. Klubben spelade då i Serie B1. Hon kom att stanna i klubben i fyra år och under denna perioden gick klubben upp två gånger i rad så att hon säsongen 2015-2016 spelade i Serie A1, högsta serien. Under
säsongen 2016-2017 satte hon poängrekord för en match i serien, genom att sätta 46 poäng mot San Casciano.
Hon gick inför säsongen 2017-18 över till AGIL Volley och vann med dem supercupen 2017 och italienska cupen två gåner. Säsongen 2019-20 gick Egonu över till Imoco Volley och har med dem vunnit tre supercuper och klubbvärldsmästerskapet. Hon slog under säsongen 2020-2021 med 47 poäng sitt eget tidigare rekord för flest poäng under en match med en poäng.  Efter säsongen 2021/2022 gick hon över till Vakifbank SK.
Egonu har vid flera tillfälle vunnit utmärkelser som mest värdefulla spelare, bl.a. vid CEV Champions League, världsmästerskapet i volleyboll för klubblag 2019 och italienska cupen.

## Liv utanför volleybollen
Paola föddes i Cittadella i Veneto, Italien av nigerianska föräldrar Hennes far, Ambrose, var lastbilschaufför i Lagos, medan hennes mor Eunice var sjuksköterska i Benin City; hon har två syskon, Angela och Andrea. Hon har också en kusin, Terry Enweonwu, som spelar volleyboll på elitnivå.
Hon kom ut offentligt i en intervju i tidningen Corriere della Sera 2018, då hon berättade att hon var förlovad med en kvinna som stöttat henne efter förlusten i finalen vid världsmästerskapet i volleyboll för damer 2018. Kvinnan visade sig senare vara Katarzyna Skorupa.
Hon var 2020 den dubbade italienska rösten för karaktären Sognaluna Dibrezza (Dreamerwind), i Disney och Pixars film Soul. Hon är under säsongen 2021-2022 en av programledarna för TV-programmet Le Iene.